# Ingemar Persson (publicist)
Ingemar Persson, född 1956, är en svensk publicist.
Persson var under 20 år, fram tills 2021, programchef och ansvarig utgivare för Sveriges televisions dokumentärredaktion.

## Utmärkelser
- 2019 - Mommapriset